# 쓰다촌 (구마모토현)
쓰다촌(津田村)은 일본 구마모토현 기쿠치군에 설치되었던 촌이다. 현재의 기쿠요정의 일부에 해당한다.